# EN 60601-2-22
Die EN 60601-2-22 mit dem Titel „Medizinische elektrische Geräte - Teil 2-22: Besondere Festlegungen für die Sicherheit von diagnostischen und therapeutischen Lasergeräten“ ist Teil der Normenreihe EN 60601.
Herausgeber der DIN-Norm DIN EN 60601-2-22 ist das Deutsche Institut für Normung.
Die Norm basiert auf der internationalen Fassung IEC 60601-2-22. Im Rahmen des VDE-Normenwerks ist die Norm als VDE 0750-2-22 klassifiziert, siehe DIN-VDE-Normen Teil 7.
Diese Ergänzungsnorm regelt allgemeine Festlegungen für die Sicherheit, Prüfungen und Richtlinien von diagnostischen und therapeutischen Lasergeräten.

## Gültigkeit
Die deutsche Ausgabe 08.2015 ist ab ihrem Erscheinungsdatum als Deutsche Norm angenommen.
- Die Fassung (12.1996) ist korrespondierend mit der 2. Ausgabe der DIN EN 60601-1 anzuwenden.
- Im Januar 1998 wurde eine Änderungsausgabe A1 veröffentlicht (betroffen sind Tabelle 103 und 104).
- Im Oktober 2007 wurde ein Leitfaden veröffentlicht (korrespondierend zur Ausgabe 12.1996). Dieser Leitfaden soll Hilfe bei der Anwendung der EN 60601-2-22 geben.
- Es wurde im November 2005 ein Entwurf zur Anwendung mit der 3. Ausgabe der DIN EN 60601-1 veröffentlicht.
- Die aktuelle Ausgabe 08.2015 ist eine Anpassung an die Struktur und den Stand der DIN EN 60601-1:2007 mit den zugehörigen Ergänzungsnormen, entsprechend der internationalen Fassung IEC 60601-2-22:2007 + A1:2012
- Bei der Anwendung ist die eventuelle Gültigkeit der EN 60825 - Reihe zu beachten.

## Anwendungsbereich
Diese Besonderen Festlegungen legen Anforderungen für die Sicherheit von Lasergeräten in medizinischer Anwendung fest, klassifiziert als Lasereinrichtungen der Klasse 3B oder Klasse 4 nach 3.17 und 3.18 der EN 60825-1, nachfolgend als Lasergeräte bezeichnet.
Lasergeräte für medizinische Anwendung, die als Laser-Einrichtung der Klasse 1, 2 oder 3A klassifiziert sind, werden durch EN 60601-1 und IEC 60825-1 abgedeckt.

## Zusatzinformation
Folgende geänderte Anforderungen sind in der EN 60601-2-22 enthalten (Auszug):
- Licht- und Laserstrahlung
- Genauigkeit der Betriebsdaten
- Schutz gegen gefährliche Ausgangswerte
- Fehlerfälle
- Konstruktion und Aufbau